# سان مارینو
سان مارینو، (به ایتالیایی: San Marino) با نام رسمی جمهوری سان مارینو (به ایتالیایی: Repubblica di San Marino) کشوری مستقل در جنوب اروپا است که در بخش شمال‌شرقی کوهستان آپنینی واقع شده و از سمت خشکی به‌طور کامل توسط ایتالیا محصور شده است. سان مارینو با مساحت ۶۱ کیلومتر مربع، پنجمین کشور کوچک و با جمعیت ۳۳٬۸۴۷
پنجمین کشور کم جمعیت جهان است.
شهرت سان مارینو به قانون اساسی این کشور است. قانون اساسی سان مارینو که در سال ۱۶۰۰ میلادی تدوین شده، قدیمی‌ترین قانون اساسی ملی در جهان است و هنوز اجرا می‌شود.
این کشور اولین کشور با حکومت جمهوری در جهان می‌باشد.

## سرگذشت

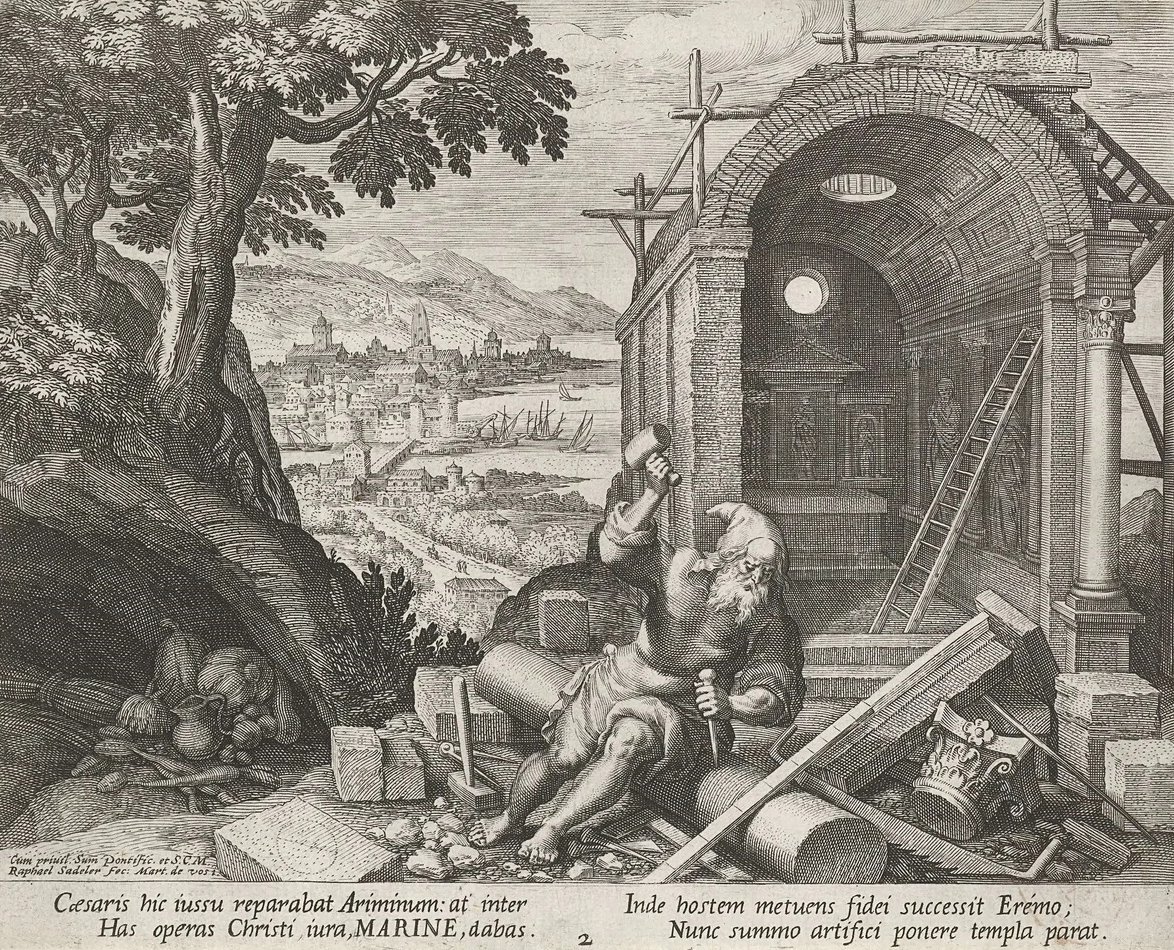
نگاره‌ای از مارینوس قدیس، بنیان‌گذار جمهوری سان مارینو

برپایهٔ افسانهٔ محلی، سنگ‌تراشی به‌نام مارینوس پیرامون سال ۳۰۰ پس از میلاد جزیره زادگاهش آربا در دالماسی را ترک گفت تا در شهر ریمینی به بنایی مشغول شود. پیش‌از آغاز سیل آزار و اذیت مسیحیان به‌فرمان امپراتور دیوکلتیانوس در سال ۳۰۳ پس از میلاد، مارینوس پارسا گریخت و در کوه تیتانو پناه گرفت. شمار فزاینده‌ای از آزاردیدگان به او پیوسته و بدین ترتیب بر فراز کوه تیتانو جامعه‌ای مسیحی بنیان گذاشتند. تاریخ رسمی پیدایش این جامعه در قانون اساسی کنونی ۳ سپتامبر ۳۰۱ پس از میلاد تعریف شده است.
سال ۱۳۲۰، دولت کیسانوووا به این کشور پیوست. سال ۱۴۶۳، سان مارینو گسترش یافت و فائتانو، فیورنتینو، مونته‌جاردینو و سرواله را دربر گرفت؛ از آن زمان تا به امروز، مرزهای این کشور دیگر تغییری نکردند.
سال ۱۵۰۳، چزاره بورجا — پسر پاپ الکساندر ششم — سان مارینو را شش ماه اشغال کرد؛ تا اینکه پاپ ژولیوس دوم — جانشین پدرش — پا در میان گذاشت و استقلال این جمهوری را بازگرداند.
در ۴ ژوئن ۱۵۴۳، فابیانو دی مونته‌سان‌ساوینو — برادرزادهٔ ژولیوس سوم که بعدتر پاپ شد — کوشید جمهوری سان مارینو را فتح کند؛ ولی پیاده‌نظام و سواره‌نظام او در مه غلیظی گم شده و شکست خوردند. سان‌مارینویی‌ها این رویداد را به کوئیرینوس قدیس نسبت دادند (که جشن یادبودش در آن روز بود).
پس از اینکه دوک‌نشین اوربینو در سال ۱۶۲۵ به ایالات پاپی پیوسته شد، سان مارینو به کشوری محصور درون ایالات پاپی تبدیل شد؛ بنابراین این کشور در سال ۱۶۳۱ می‌خواست پشتیبانی رسمی ایالات پاپی را به‌دست‌آورد، ولی این هرگز باعث نشد که ایالات پاپی عملاً کنترل این جمهوری را در دست بگیرند.
سان مارینو در ۱۷ اکتبر ۱۷۳۹ به‌دست کاردینال جولیو آلبرونی — نمایندهٔ (فرماندار ایالات پاپی) راونا — اشغال شد؛ ولی پاپ کلمنت دوازدهم در ۵ فوریه ۱۷۴۰ استقلال آن را بازگرداند. آن روز، جشن بزرگداشت آگاتای قدیسه بود؛ بنابراین از آن زمان، او قدیسهٔ نگهبان جمهوری سان مارینو شد.
پیشروی ارتش ناپلئون به‌سال ۱۷۹۷، تهدیدی کوتاه‌مدت برای استقلال سان مارینو بود؛ ولی یکی از نایب‌السلطنه‌های آن به‌نام آنتونیو اونوفری توانست با ناپلئون دوست شود و کشورش را از این خطر برهاند. به‌دلیل پادرمیانی اونوفری، ناپلئون در نامه‌ای به گاسپار مونژ — دانشمند و کمیسر حکومت فرانسه در دانش و هنر — قول داد که استقلال جمهوری سان مارینو را ضمانت کرده و پاس بدارد؛ حتی پیشنهاد کرد پهنهٔ آن را بر مبنای نیازهایش بگستراند. نایب‌السلطنه‌ها این پیشنهاد را رد کردند، زیرا از کین‌خواهی سایر ایالت‌ها در آینده می‌ترسیدند.
در فرآیند یکپارچگی ایتالیا در سدهٔ نوزدهم، سان مارینو پناهگاهی شد برای افراد بسیاری که به‌دلیل پشتیبانی از یکپارچگی مورد آزار و اذیت قرار گرفتند، ازجمله جوزپه گاریبالدی و همسرش آنیتا. گاریبالدی اجازه داد سان مارینو مستقل بماند. سال ۱۸۶۲، سان مارینو و پادشاهی ایتالیا پیمان دوستی امضا کردند.
دولت سن مارینو به آبراهام لینکلن — رئیس‌جمهور وقت ایالات متحده — شهروندی افتخاری داد. لینکلن در پاسخ نوشت که این جمهوری ثابت کرد «دولتی که بر اصول جمهوریت بنا شود، می‌تواند چنان اداره شود تا امن و پایدار باشد.»

## سیاست
پارلمان سان مارینو (که شورای بزرگ و عمومی Consiglio Grande e Generale نامیده می‌شود)، با رأی مستقیم مردم و برای یک دورهٔ پنج‌ساله تشکیل می‌گردد.
دو نفر از اعضای پارلمان، برای یک دوره شش‌ماهه به ریاست حکومت برگزیده می‌شوند. این دو نفر (که در سان مارینو کاپیتانی رِجنتی (Capitani Reggenti) نامیده می‌شوند) به همراه اعضای کابینه، قوای اجرایی کشور را در دست می‌گیرند.
پارلمان در هر پنج سال فعالیت خود، اعضای هیئت قوه قضائیه به نام شورای دوازده نفره (Consiglio dei XII) را انتخاب می‌کند، که دوره فعالیت پنج‌ساله این هیئت با دوره فعالیت پارلمان هم‌زمان است.

## قانون اساسی سان مارینو
قدیمی‌ترین قانون اساسی ملی که هنوز اجرا می‌شود، در سال ۱۶۰۰ میلادی نوشته شده و متعلق به این کشور است. قانون اساسی سان مارینو (Leges Statutae Republicae Sancti Marini) با زبان لاتین نوشته شده و شامل ۶ دفتر است. نخستین دفتر آن شامل ۶۲ بخش است که شوراها، دادگاه‌ها و ادارات اجرایی دولت و شرح کار آن‌ها را تعریف می‌کند. سایر دفترها قوانین مدنی، جنایی و دادگستری و سلسله مراتب اداری را شرح می‌دهند.

## تقسیمات کشوری
کشور سان مارینو به نه استان (که در سان مارینو Castello نامیده می‌شوند) بخش می‌شود
که بزرگ‌ترین شهر سان مارینو به نام دوگانا در استان سراواله قرار دارد.
استان‌های کشور سان مارینو عبارت‌اند از:

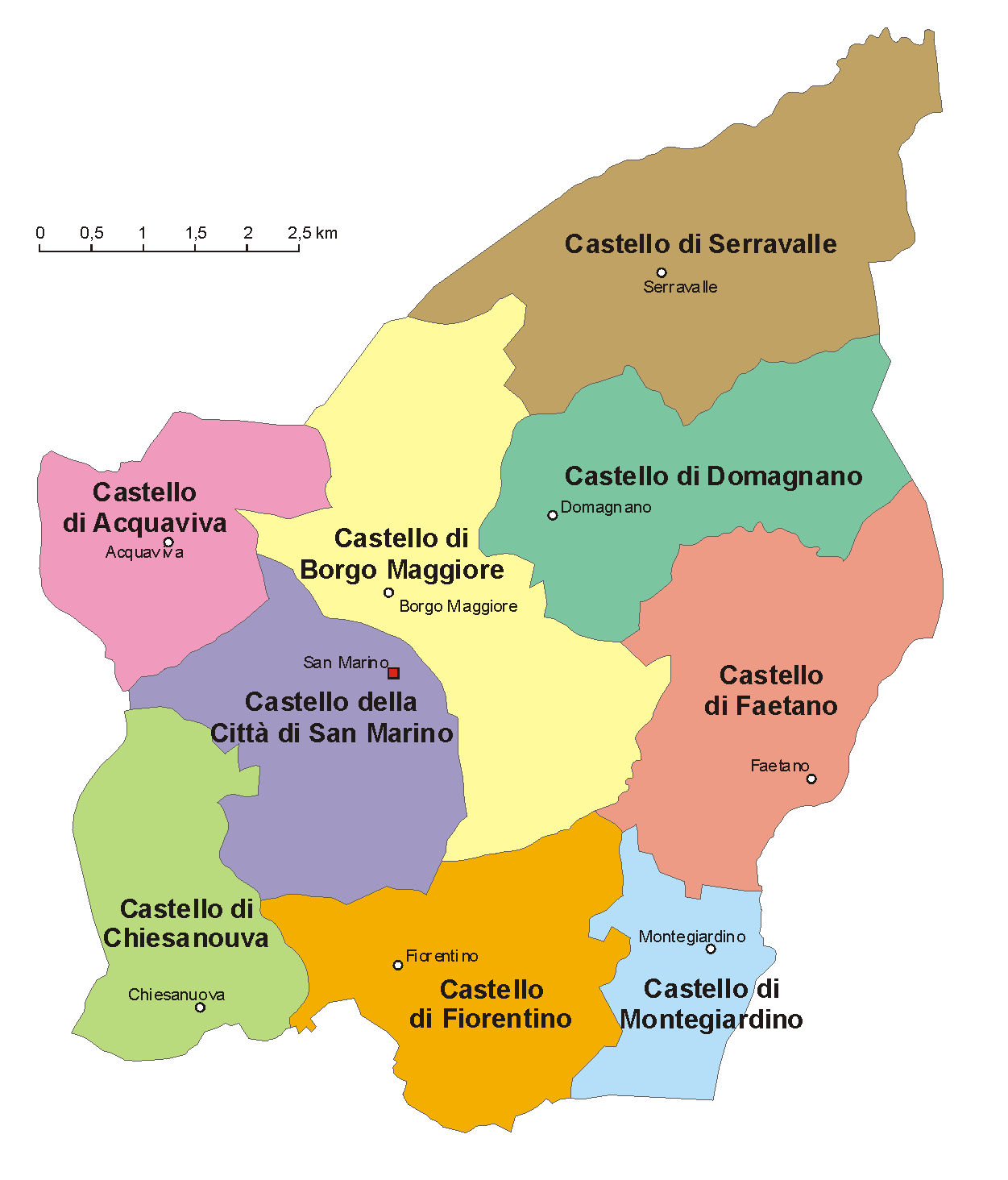
تقسیمات کشوری سان مارینو.

- سان مارینو
- آکوآویوا
- بورگو ماجوره
- کیه‌سانوئووا
- دومانیانو
- فائتانو
- فیورنتینو
- مونته‌جاردینو
- سراوالّه

## جغرافیا

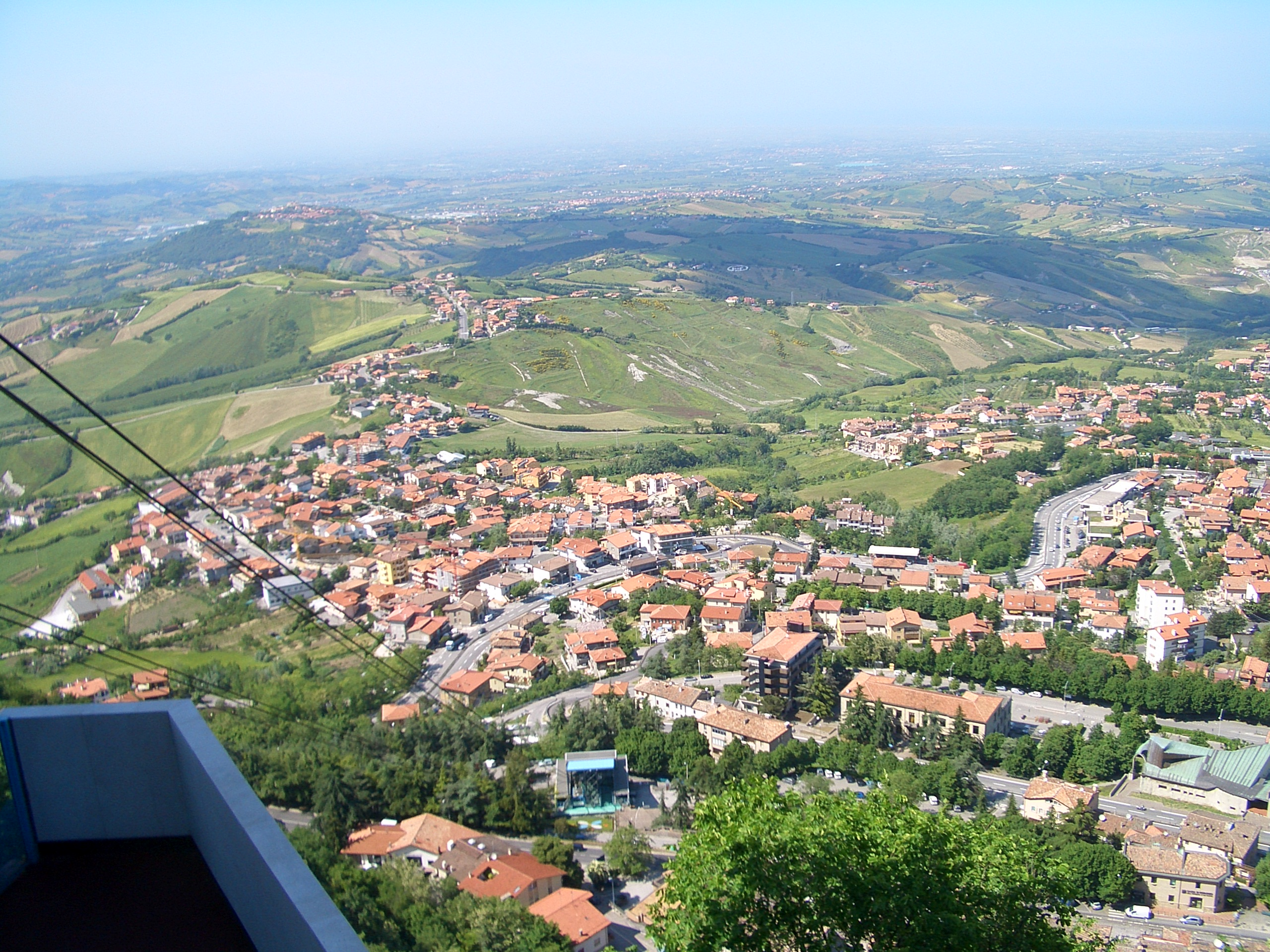
نمایی از سان مارینو بر فراز کوه تیتانو.

سان مارینو سومین کشور کوچک اروپاست. (پس از واتیکان و موناکو.)
این کشور کاملاً در درون ایتالیا قرار گرفته، و در میان دو استان امیلیا رومانیا و مارکه محصور شده است. کوه تیتانو با بلندای ۷۴۹ متر، بلندترین مکان این کشور است. سان مارینو آب و هوای مدیترانه‌ای، تابستان‌های گرم و زمستان‌های معتدل دارد.

## اقتصاد
سان مارینو کشوری توسعه‌یافته است. این کشور عضو اتحادیهٔ اروپا نیست؛ ولی از ۱ ژانویه ۲۰۰۲، در پِی توافقی با این اتحادیه، یورو را به‌عنوان پول رسمی به‌کار می‌بَرَد و مجوز دارد که مسکوکات خود را با یک روی ملی بزند؛ درست همانند دیگر کشورهای عضو منطقهٔ یورو.
تمبرهای پستی سان مارینو، که برای پُست در داخل کشور معتبر هستند، بیشتر به تمبرشناسان فروخته می‌شوند و منبع درآمد قابل‌توجهی هستند. سان مارینو دیگر در سپاک عضو نیست.

## جهانگردی
هر ساله جهانگردان زیادی از ایتالیا، آلبانی، بوسنی و کشورهای دیگر اروپایی به سان مارینو سفر می‌کنند، نکته جالب توجه دربارهٔ سان مارینو این است که تعداد جهانگردانی که به این کشور سفر می‌کنند از جمعیت این کشور بیشتر است!

## مردم

### جمعیت‌نگاری
سان مارینو در فوریه ۲۰۱۵ بالغ‌بر ۳۲٬۷۹۳ نفر جمعیت داشت. نزدیک‌به ۱۳٬۰۰۰ نفر از اهالی این کشور نیز در بیرون از مرزهای آن زندگی می‌کنند. سان مارینو چون مساحت کوچکی دارد، تراکم جمعیتش زیاد و نزدیک‌به ۵۴۹ نفر/km2 است.
پایتخت این کشور، شهر سان مارینو، تنها ۴٬۰۷۹ نفر جمعیت دارد. بیشتر جمعیت این کشور در دو ارگ سرواله با ۱۰٬۷۳۳ نفر و بورگو ماجیوره با ۶٬۷۴۱ نفر متمرکز شده است. پس از پایتخت، به‌ترتیب دومانیانو ۳٬۳۹۳ نفر، فیورنتینو ۲٬۵۳۰ نفر، آکووا ویوا ۲٬۱۱۹ نفر و فائتانو ۱٬۱۷۶ نفر جمعیت دارند. دیگر ارگ‌ها بیشتر فضای روستایی دارند تا شهری، مانند کیسانوووا ۱٬۱۱۲ نفر و مونته‌جاردینو ۹۱۵ نفر.
تا پیش‌از همه‌پرسی ۲۶ سپتامبر ۲۰۲۱، سقط جنین در این کشور ممنوع بود.
برپایهٔ گزارش مؤسسهٔ منابع جهانی، کشور سان مارینو کمبود آب شدید دارد.

### زبان
زبان ایتالیایی، زبان رسمی سان مارینو است.

### دین
برپایهٔ آمار سال ۲۰۱۳، کاتولیک‌ها ۸۸٬۹٪ و دیگر مسیحیان ۱۱٬۱٪ جمعیت را تشکیل می‌دهند.
آنگونه که میکائل گاسپرونی ذکر می‌کند، یهودیان سان مارینو نیز، به ویژه از سدهٔ سیزدهم تا هفدهم میلادی، در سرنوشت این کشور مشارکت بسیاری داشته‌اند.